# Spoorbrug Dukenburg
De Spoorbrug Dukenburg is een spoorbrug in de stad Nijmegen over het Maas-Waalkanaal en maakt deel uit van de Spoorlijn Tilburg - Nijmegen. De brug verbindt het stadsdeel Dukenburg met de rest van Nijmegen.

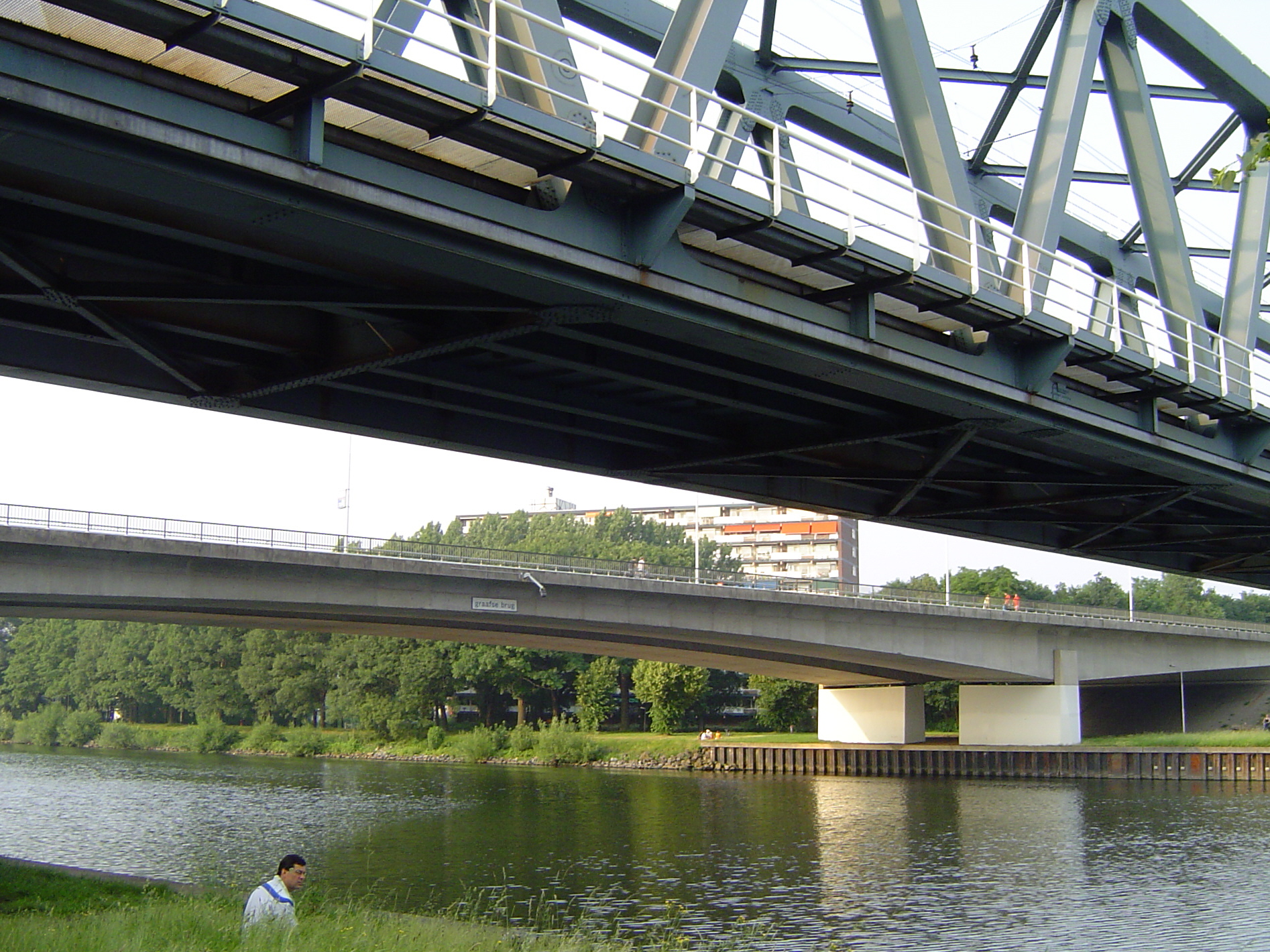
De Graafsebrug naast de Spoorbrug Dukenburg.